# 日林齊 (亞爾莫林齊區)
49°16′11″N 26°52′55″E / 49.26972°N 26.88194°E
日林齊（烏克蘭語：Жилинці）是位於烏克蘭西部的村莊，由赫梅利尼茨基州裡赫梅利尼茨基區的亞爾莫林齊市鎮負責管轄。該村面積2.55平方公里，海拔高度295米，2001年人口967，人口密度每平方公里379.2人。